# Сергеевка (Хабаровский край)
Серге́евка — село в Хабаровском районе Хабаровского края. Административный центр Сергеевского сельского поселения.

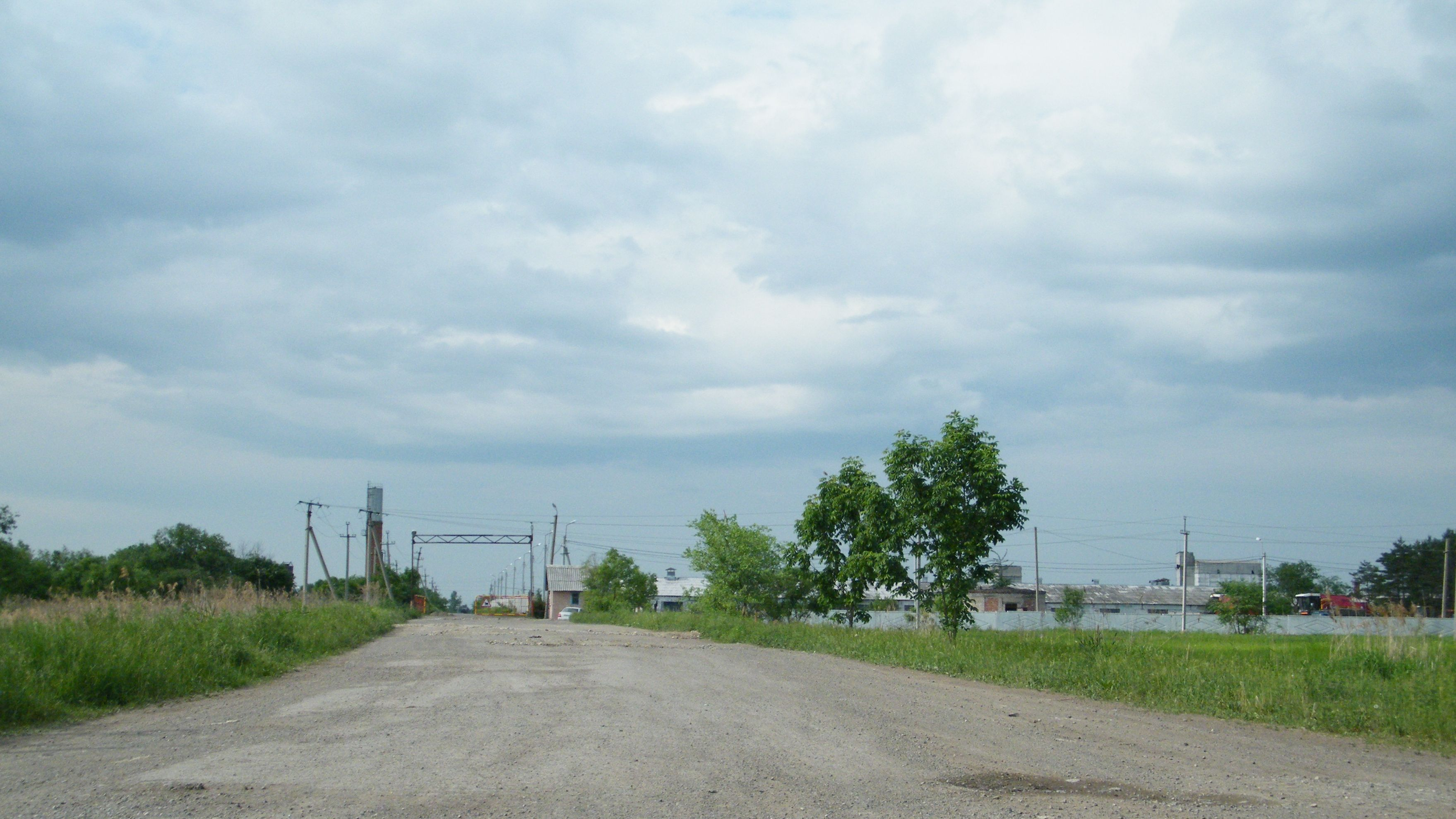
Село Сергеевка, животноводческий комплекс.

## География
Село Сергеевка стоит вблизи автотрассы Хабаровск — Комсомольск-на-Амуре, в 1990-е гг. построен обход. От села Сергеевка на восток идёт дорога к сёлам Калинка и Лесное.
В окрестностях села протекает река Грязная (левый приток Ситы).

## Население
| 1992 | 2002  | 2010  | 2011  | 2012  | 2021  |
| ---- | ----- | ----- | ----- | ----- | ----- |
| 1300 | ↗1897 | ↘1829 | ↗1835 | ↗1894 | ↘1528 |

## Инфраструктура
- Животноводческие предприятия Хабаровского района.
- В окрестностях села Сергеевка находятся садоводческие общества хабаровчан.
- В окрестностях села находятся воинские части.